# MRT (북마케도니아)
MRT(마케도니아어: Македонска радио телевизија 마케돈스카 라디오 텔레비지야)는 북마케도니아의 라디오와 텔레비전 방송국이다.